# GECT Abaúj-Abaújban
Le GECT Abaúj-Abaújban est un groupement européen de coopération territoriale créé le 11 juin 2010.

## Historique
Le partenariat international hongro-slovaque a été créé le 20 décembre 2007 entre 16 municipalités.

## Sources

## Compléments